# Desigualtat de Kantoróvitx
En matemàtiques, la desigualtat de Kantoróvitx és un cas particular de la desigualtat de Cauchy-Schwarz, que 
és una generalització de la desigualtat triangular.
La desigualtat triangular afirma que les longituds de dos costats de tot trinagle, sumades, són més grans o iguals que la longitud del tercer costat. En termes més simples, la desigualtat de Kantoróvitx tradueix la idea bàsica de la desigualtat triangular en termes i convenis de notació de programació lineal. (Vegeu espai vectorial, espai prehilbertià i espai vectorial normat com a altres exemples de com les idees bàsiques inherents de la desigualtat triangular -segment lineal i distància- poden ser generalitzades a contextos més amplis).
Més formalment, es pot expressar la desigualtat de Kantoróvitx com:
Sigui
{\displaystyle p_{i}\geq 0,\quad 0<a\leq x_{i}\leq b{\text{ per }}i=1,\dots ,n.}
Sigui {\displaystyle A_{n}=\{1,2,\dots ,n\}.}
Llavors
{\displaystyle {\begin{aligned}&{}\qquad \left(\sum _{i=1}^{n}p_{i}x_{i}\right)\left(\sum _{i=1}^{n}{\frac {p_{i}}{x_{i}}}\right)\\&\leq {\frac {(a+b)^{2}}{4ab}}\left(\sum _{i=1}^{n}p_{i}\right)^{2}-{\frac {(a-b)^{2}}{4ab}}\cdot \min \left\{\left(\sum _{i\in X}p_{i}-\sum _{j\in Y}p_{j}\right)^{2}\,:\,{X\cup Y=A_{n}},{X\cap Y=\varnothing }\right\}.\end{aligned}}}
La desigualtat de Kantoróvitx és usada en anàlisi de convergència: fita la taxa de convergència del mètode de gradient descendent de Cauchy.
Han aparegut enunciats equivalents a la desigualtat de Kantoróvitx en diferents camps. Per exemple, la desigualtat de Cauchy–Bunyakovsky-Schwarz i la desigualtat de Wielandt són equivalents a la desigualtat de Kantoróvitx i totes elles són, alhora, casos especials de la desigualtat de Hölder.
La desigualtat de Kantoróvitx du el nom de l'economista i matemàtic rus Leonid Kantoróvitx, un pioner en el camp de la programació lineal que va guanyar el Premi Nobel d'Economia.
També existeix la versió matricial de la desigualtat de Kantoróvitx, atribuïda a Marshall i Olkin.